# Pieter Vanspeybrouck
Pieter Vanspeybrouck (Tielt, 10 februari 1987) is een Belgisch voormalig profwielrenner. Hij is naast wegrenner ook actief in het veldrijden. Bij de jeugd werd hij tweemaal Belgisch kampioen veldrijden. In 2006 werd Vanspeybrouck derde in het Belgisch kampioenschap wielrennen voor beloften.
Op 4 december 2010 won Pieter de cyclocross in Mol georganiseerd door Tom Boonen en Wilfried Peeters.
In mei 2013 werd Vanspeybrouck voor drie maanden geschorst omdat in februari van dat jaar de verboden stof fenoterol in zijn bloed werd aangetroffen. De toenmalige ploegdokter schreef hem een product voor dat op de dopinglijst bleek te staan. Toen dit opgemerkt werd, meldde de renner dit zelf en nam de ploegdokter ontslag. Dopingtests uit die periode waren evenwel geen enkele keer positief, derhalve kreeg Vanspeybrouck een milde straf.

## Overwinningen
2004
La Bernaudeau Junior
2005
Puntenklassement Ster van Zuid-Limburg
Eindklassement Ster van Zuid-Limburg
2007
4e etappe Ronde van Luik
2009
West-Vlaams kampioen op de weg
2010
Boonen and Friends Charity cyclocross
2011
Ronde van Bochum
2014
GP Gemeente Kortemark
2016
Omloop Mandel-Leie-Schelde

## Resultaten in voornaamste wedstrijden
| Jaar | Ronde van Italië | Ronde van Frankrijk | Ronde van Spanje |
| ---- | ---------------- | ------------------- | ---------------- |
| 2008 |                  |                     |                  |
| 2009 |                  |                     |                  |
| 2010 |                  |                     |                  |
| 2011 |                  |                     |                  |
| 2012 |                  |                     |                  |
| 2014 |                  |                     |                  |
| 2015 |                  |                     |                  |
| 2016 |                  |                     |                  |
| 2017 |                  | 100e                |                  |
| 2018 |                  |                     |                  |
| 2019 |                  |                     |                  |
| 2020 |                  |                     |                  |
| 2021 |                  |                     |                  |

| Jaar | Milaan-San Remo | Gent-Wevelgem | Ronde van Vlaanderen | Parijs-Roubaix | Amstel Gold Race | Luik-Bast.‑Luik | Eschborn-Frankfurt | Waalse Pijl |
| ---- | --------------- | ------------- | -------------------- | -------------- | ---------------- | --------------- | ------------------ | ----------- |
| 2008 |                 | 85e           |                      | 81e            |                  |                 |                    |             |
| 2009 |                 | opgave        | 101e                 | 41e            |                  |                 |                    |             |
| 2010 |                 | opgave        |                      |                | opgave           | 100e            |                    | 132e        |
| 2011 |                 | 143e          | opgave               |                |                  |                 |                    |             |
| 2012 |                 | 43e           | opgave               |                | opgave           |                 |                    |             |
| 2014 |                 | opgave        |                      |                | opgave           |                 |                    | 141e        |
| 2015 |                 |               | opgave               | 116e           |                  | opgave          |                    | 121e        |
| 2016 |                 | 13e           | opgave               |                |                  | 100e            | 4e                 | 152e        |
| 2017 |                 | opgave        | 76e                  | 37e            | 123e             |                 |                    |             |
| 2018 |                 | 137e          |                      |                |                  |                 | 11e                |             |
| 2019 |                 | opgave        |                      | opgave         |                  |                 |                    |             |
| 2020 |                 | opgave        | opgave               |                |                  |                 |                    |             |
| 2021 | 154e            | opgave        | 108e                 | opgave         |                  |                 | opgave             |             |

## Ploegen
- 2006 –  Beveren 2000
- 2007 –  Beveren 2000
- 2008 –  Topsport Vlaanderen
- 2009 –  Topsport Vlaanderen-Mercator
- 2010 –  Topsport Vlaanderen-Mercator
- 2011 –  Topsport Vlaanderen-Mercator
- 2012 –  Topsport Vlaanderen-Mercator
- 2013 –  Topsport Vlaanderen-Baloise
- 2014 –  Topsport Vlaanderen-Baloise
- 2015 –  Topsport Vlaanderen-Baloise
- 2016 –  Topsport Vlaanderen-Baloise
- 2017 –  Wanty-Groupe Gobert
- 2018 –  Wanty-Groupe Gobert
- 2019 –  Wanty-Groupe Gobert
- 2020 –  Circus-Wanty-Gobert
- 2021 –  Intermarché-Wanty-Gobert Matériaux

Wielerploegen van Pieter Vanspeybrouck
Barbé · Coenen · De Ketele · Dehaes · Eeckhout · Ghyllebert · Goddaert · Hovelijnck · Ingels · Keisse · Maes · Neyens · Nolf · Pauwels · Renders · Schets · Van Hecke · Vandewalle · Vanheule · Vanspeybrouck · Verbist · Veuchelen · Bakelants (stagiair)
Bakelants · Coenen · Criel · De Gendt · De Ketele · Goddaert · Hermans · Joseph · Keisse · Lodewyck · Maes · Mertens · Neirynck · Neyens · Nolf · Renders · Steurs · Vandewalle · Van Hecke · Vanheule · Vanmarcke · Vanspeybrouck · Debusschere (stagiair)
Armée · Baugnies · Boeckmans · Coenen · De Gendt · De Ketele · Jacobs · G.Joseph · S.Joseph · Lodewyck · Mertens · Neirynck · Neyens · Steurs · Van Hecke · Van Staeyen · Van Vooren · Vanmarcke · Vandewalle · Vanspeybrouck · Jodts (stagiair) · Serry (stagiair) · Wallays (stagiair)
Armée · Baugnies · Boeckmans · Coenen · Cornu · De Ketele · De Vreese · Jacobs · Jodts · G.Joseph · S.Joseph · Mertens · Neirynck · Salomein · Serry · Steurs · Van Hecke · Van Staeyen · Van Vooren · Vanspeybrouck · Wallays · Waeytens (stagiair) 
Armée · Cornu · De Jonghe · De Ketele · De Vreese · Declercq · Jacobs · Jodts · Lietaer · Mertens · Neirynck · Salomein · Serry · Van Asbroeck · Van Hecke · Van Hoecke · Van Staeyen · Van Vooren · Vanoverberghe · Vandousselaere · Vanspeybrouck · Waeytens · Wallays
Armée · Cornu · De Buyst · De Jonghe · De Ketele · De Vreese · Declercq · Helven · Jacobs · Lampaert · Lietaer · Mertens · Neirynck · Salomein · Sprengers · Van Asbroeck · Van Hecke · Van Hoecke · Van Staeyen · Vanbilsen · Vandousselaere · Vanoverberghe · Vanspeybrouck · Waeytens · Wallays
Campenaerts · De Pauw · De Buyst · De Jonghe · De Ketele · Declercq · Helven · Jacobs · Lampaert · Lietaer · Rickaert · Salomein · Sprengers · Steels · Theuns · Van Asbroeck · Van Hecke · Van Hoecke · Vanoverberghe · Van Staeyen · Vanbilsen · Vanspeybrouck · Vergaerde · Waeytens ·  Wallays
Campenaerts · Capiot · De Ketele · De Pauw · De Tier · Declercq · Helven · Jacobs · Lietaer · Naesen · Rickaert · Salomein · Sprengers · Steels · Theuns · Van Hecke · Van Hoecke · Van Lerberghe · Van Meirhaeghe · Vanoverberghe · Vanspeybrouck · Vergaerde · Jel.Wallays · Jen.Wallays
Antonini · Backaert · Baugnies · Degand · Dehaes · Devriendt · Doubey · Kreder · Levarlet · Martin · McNally · Meurisse · Minnaard · Napolitano · Offredo · Pasqualon · Smith · Stenuit · Van Keirsbulck · Van Melsen · Vanspeybrouck · Veuchelen · Dhaene (stagiair) · Gibbons (stagiair) · de Laat (stagiair)
Antonini · Backaert · Baugnies · De Clercq · Degand · Devriendt · Doubey · Dupont · Eiking · Kreder · Martin · McNally · Meurisse · Minnaard · Offredo · Pasqualon · Smith · Vallée · Van Keirsbulck · Van Melsen · Vanspeybrouck
Bakelants · Bellicaud · De Gendt · De Plus · De Winter · Delacroix · Devriendt · Eiking · Evans · Hermans · Hirt · van der Hoorn · van Kessel · Koch · Kreder · Lammertink · Meintjes · Minali · Pasqualon · Petilli · Planckaert · B. van Poppel · D. van Poppel · Rota · Taaramäe · Van Melsen · Vanspeybrouck · Vliegen · Zimmermann · Girmay (stagiair) · Daemen (stagiair) · De Pooter (stagiair) · Jarnet (stagiair)